# Taya Zarma
Taya Zarma (auch: Taya Djerma) ist ein Dorf in der Landgemeinde Tagazar in Niger.

## Geographie
Das von einem traditionellen Ortsvorsteher (chef traditionnel) geleitete Dorf liegt am Rand des Trockentals Dallol Bosso. Es befindet sich rund 20 Kilometer südlich des Hauptorts Balleyara der Landgemeinde Tagazar und des Departements Balleyara, das zur Region Tillabéri gehört. Zu den Siedlungen in der näheren Umgebung von Taya Zarma zählen Lamoudi im Nordwesten, Kabé im Nordosten, Goubé Zéno im Osten, Kobé Béri Zarma im Südosten, Yéda im Süden sowie Kossey und Namari Foulan im Südwesten.
Taya Zarma ist Teil der Übergangszone zwischen Sahel und Sudan. Die durchschnittliche jährliche Niederschlagsmenge beträgt hier zwischen 400 und 500 mm.

## Bevölkerung
Bei der Volkszählung 2012 hatte Taya Zarma 739 Einwohner, die in 99 Haushalten lebten. Bei der Volkszählung 2001 betrug die Einwohnerzahl 819 in 95 Haushalten und bei der Volkszählung 1988 belief sich die Einwohnerzahl auf 378 in 48 Haushalten.

## Wirtschaft und Infrastruktur
Mit einem Centre de Santé Intégré (CSI) ist ein Gesundheitszentrum im Ort vorhanden. Es gibt eine Schule.